# Diocesi di Lares
La diocesi di Lares (in latino Dioecesis Larensis) è una sede soppressa e sede titolare della Chiesa cattolica.

## Storia
Lares, identificabile con Henchir Lorbeus in Tunisia, è un'antica sede episcopale della provincia romana dell'Africa Proconsolare, suffraganea dell'arcidiocesi di Cartagine.
Cinque sono i vescovi documentati di Lares. Ortensiano prese parte al concilio di Cartagine convocato il 1º settembre 256 da san Cipriano per discutere della questione relativa alla validità del battesimo amministrato dagli eretici, e figura al 21º posto nelle Sententiae episcoporum. Alla conferenza di Cartagine del 411, che vide riuniti assieme i vescovi cattolici e donatisti dell'Africa romana, presero parte il cattolico Vittorino e il donatista Onorato. Quinziano è citato da Vittore di Vita nella sua storia delle persecuzioni vandale attorno al 480. Infine Vitolo assistette al concilio cartaginese del 525.
Lares è annoverata tra le sedi vescovili titolari della Chiesa cattolica; dal 3 marzo 2022 il vescovo titolare è Rogério Augusto das Neves, vescovo ausiliare di San Paolo.

## Cronotassi

### Vescovi
- Ortensiano † (menzionato nel 256)
- Vittorino † (menzionato nel 411)
  - Onorato † (menzionato nel 411) (vescovo donatista)
- Quinziano † (menzionato nel 480 circa)
- Vitolo † (menzionato nel 525)

### Vescovi titolari
- Dionisio Francisco Mellado Eguíluz † (30 marzo 1716 - ? deceduto)
- Juan Llano Ponte † (20 novembre 1769 - 26 settembre 1791 nominato vescovo di Oviedo)
- Tommaso Gallarati Scotti † (21 febbraio 1794 - 10 luglio 1804 deceduto)
- Domenico Lombardi † (13 agosto 1821 - ?)
- Jules-François Philippe, M.S.F.S. † (24 agosto 1886 - 16 aprile 1904 deceduto)
- Joaquim Antônio d'Almeida † (14 giugno 1915 - 1º aprile 1947 deceduto)
- Richard Henry Ackerman, C.S.Sp. † (6 aprile 1956 - 4 aprile 1960 nominato vescovo di Covington)
- Luis Aponte Martínez † (23 luglio 1960 - 18 novembre 1963 succeduto vescovo di Ponce)
- Rubén Isaza Restrepo † (3 gennaio 1964 - 3 ottobre 1974 succeduto arcivescovo di Cartagena)
- Justo Óscar Laguna † (1º febbraio 1975 - 22 gennaio 1980 nominato vescovo di Morón)
- Eduardo Ernesto Fuentes Duarte † (9 aprile 1980 - 18 ottobre 1982 nominato vescovo coadiutore di Sololá)
- Ambrose Battista De Paoli † (23 settembre 1983 - 10 ottobre 2007 deceduto)
- William Patrick Callahan, O.F.M.Conv. (30 ottobre 2007 - 11 giugno 2010 nominato vescovo di La Crosse)
- Thomas Eusebios Naickamparampil (14 luglio 2010 - 4 gennaio 2016 nominato eparca di Santa Maria Regina della Pace)
- Jose Pulickal (12 gennaio 2016 - 15 gennaio 2020 nominato eparca di Kanjirapally)
- Peter Kochupuruckal (15 gennaio 2020 - 15 gennaio 2022 nominato eparca di Palghat)
- Rogério Augusto das Neves, dal 3 marzo 2022